# Eunicella germaini
Eunicella germaini är en korallart som beskrevs av Stiasny 1937. Eunicella germaini ingår i släktet Eunicella och familjen Gorgoniidae. Inga underarter finns listade i Catalogue of Life.